# Kaiu (commune)
Pour le bourg, voir Kaiu.
Kaiu (en estonien : Kaiu vald) est une municipalité rurale d'Estonie située dans le Comté de Rapla. Elle s'étend sur 261 km2 et a 1 388 habitants au 1er janvier 2012.

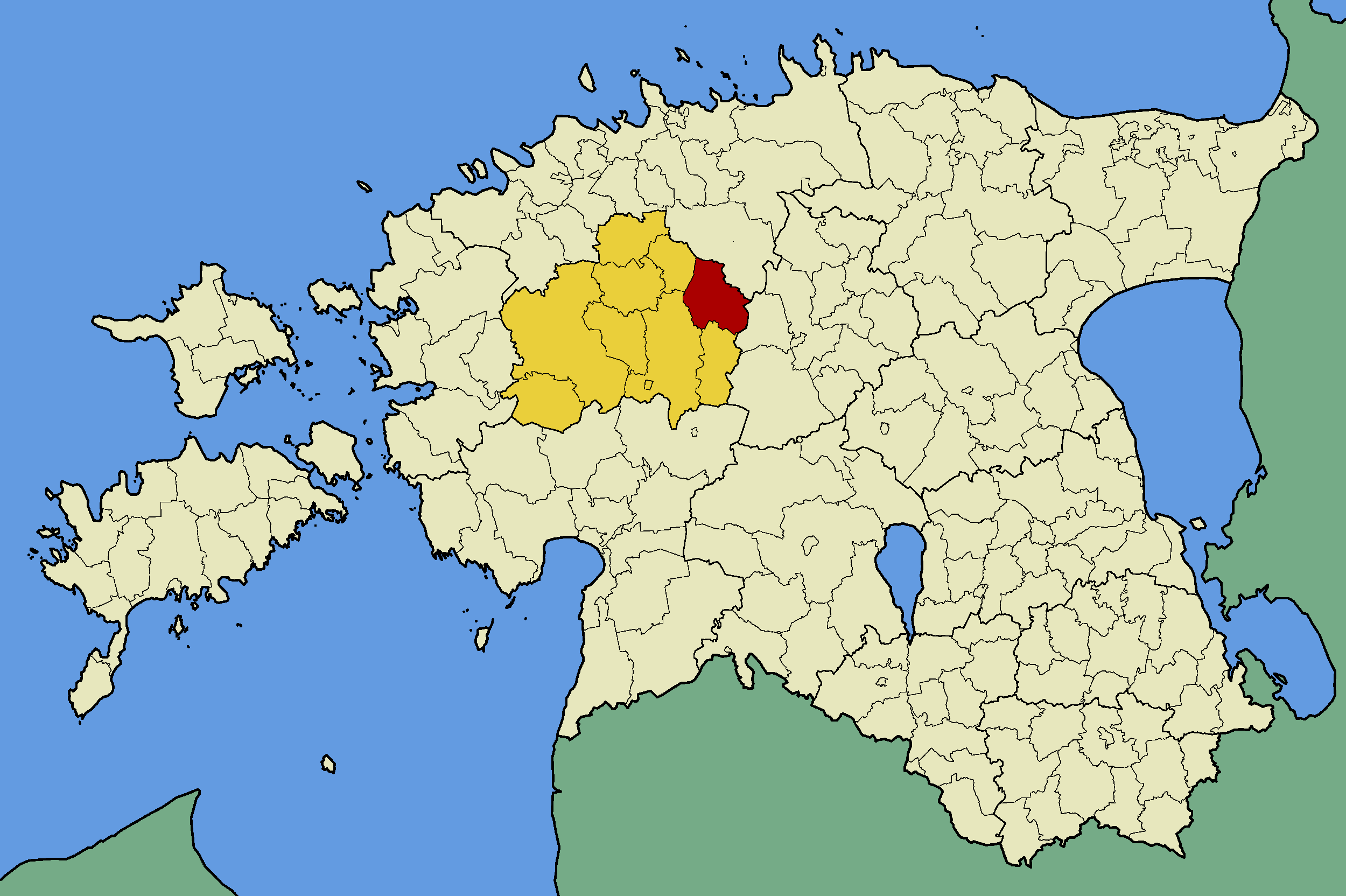
Commune de Kaiu (en rouge) dans le Comté de Rapla (en jaune).

## Municipalité
La municipalité regroupe un bourg et 12 villages.

### Bourg
Kaiu

### Villages
Kuimetsa - Vahastu - Karitsa - Kasvandu - Oblu - Põlliku - Suurekivi - Tamsi - Tolla - Toomja - Vana-Kaiu - Vaopere.